# Sindrome 49,XXXYY
La sindrome XXXYY, nota anche come 49,XXXYY, è una aneuploidia, una anomalia genomica, in cui un maschio presenta tre copie del cromosoma X e due copie del cromosoma Y. Tale condizione è estremamente rara, con solo otto casi certi conosciuti al 2023. Si sa poco sulla sua presentazione (fenotipo), ma ad essa è correlabile una disabilità intellettiva, anomalie negli organi genitali esterni e caratteristiche fisiche e facciali peculiari. La sua causa non è dovuta alle caratteristiche dei genitori, ma piuttosto come conseguenza di una non disgiunzione, un evento casuale che può avvenire nello sviluppo dei gameti. Il cariotipo osservato nella sindrome è formalmente noto come 49,XXXYY, ovvero 49 cromosomi osservati rispetto ai 46 del normale sviluppo umano.
La sindrome XXXYY è stata descritta per la prima volta nel 1963. La sua prognosi a lungo termine è poco conosciuta; la letteratura medica indica una condizione relativamente grave di coloro che ne sono affetti, ma non è noto se esistano anche casi più lievi che non sono giunti all'attenzione diagnostica.

## Storia
La sindrome XXXYY è stata registrata per la prima volta nel 1963 in un uomo di 26 anni con disabilità intellettiva moderata che viveva presso la Utah State Training School e che era stato sottoposto ad accertamenti genetici poiché presentava tratti fisici tipici della sindrome di Klinefelter. 49,XXXYY è stata una delle ultime aneuploidie dei cromosomi sessuali ad essere scoperte, essendo stata preceduta da quella di Turner, di Klinefelter, e dalla trisomia X nel 1959, dalla sindrome XXYY nel 1960, e dalla sindrome XYY e dalla tetrasomia X nel 1961. Il cariotipo 49,XXXYY non fu più segnalato fino al 1974, evidenziando la rarità della condizione. Al tempo della revisione fondamentale di Linden, Bender e Robinson sulla tetrasomia e pentasomia dei cromosomi sessuali pubblicata nel 1995, erano stati segnalati cinque casi di sindrome XXXYY. Nel 2023, è stato riportato di tre casi diagnosticati di sindrome XXXYY dall'inizio del XXI secolo.
Le prime ricerche sulle aneuploidie dei cromosomi sessuali soffrivano di errori di accertamento. I pazienti sono stati sottoposti a screening nelle carceri e negli istituti psichiatrici, formando un'immagine di tali condizioni come gravemente invalidanti. Ciò è stato particolarmente evidente per la polisomia del cromosoma Y; le prime ricerche sugli uomini con cromosomi Y soprannumerari si concentravano sulla criminalità, descrivendo tali uomini come inclini a comportamenti violenti e illeciti. Queste ipotesi furono successivamente smentite da studi longitudinali su persone con diagnosi di trisomia dei cromosomi sessuali alla nascita, che dimostrarono l'esistenza di persone con cariotipi 47, XXY, 47,XXX e 47,XYY mescolate con la popolazione generale e con una propensione scarsa alla criminalità. Nonostante questi progressi riguardo alle trisomie dei cromosomi sessuali, le varianti di tetrasomia e pentasomia rimangono poco studiate. A causa della loro estrema rarità, non ne è stata rilevata nessuna in questi studi di coorte e non esistono informazioni imparziali sulla loro prognosi a lungo termine.

## Epidemiologia
La sindrome XXXYY è particolarmente rara. Nella letteratura medica sono stati segnalati solo otto casi della condizione e la prevalenza è stimata essere inferiore a un caso su 1000000 Si ritiene, tuttavia, che i disturbi della tetrasomia e della pentasomia dei cromosomi sessuali siano sottodiagnosticati e possono esistere persone con forme più lievi versioni di tali condizioni rispetto a quelle generalmente riportate negli studi.  La sindrome XXXYY si manifesta solo nei maschi, poiché nella maggior parte dei casi il cromosoma Y comporta lo sviluppo sessuale maschile e ciò non subisce modificazioni dalla presenza di più cromosomi X.

## Eziologia
La sindrome XXXYY è causata dalla presenza di due copie extra del cromosoma X insieme a una copia extra del cromosoma Y che portano a un cariotipo totale di 49 cromosomi anziché i normali 46. Le aneuploidie dei cromosomi sessuali sono la forma più frequente di aneuploidia negli esseri umani. Sebbene un cariotipo di 48 cromosomi che coinvolga gli autosomi non possa sopravvivere, 49,XXXYY e altre aneuploidie dei cromosomi sessuali, come la tetrasomia X, la pentasomia X, la sindrome XYYY, la sindrome XYYYY e la sindrome XXXXY, permettono la sopravvivenza con manifestazione fenotipiche relativamente lievi per via della scarsità nei cromosomi sessuali di geni fondamentali per lo sviluppo di base.
Le aneuploidie dei cromosomi sessuali sono causate da un evento di non disgiunzione, un processo attraverso il quale vengono prodotti gameti (uova o sperma) con troppi o troppo pochi cromosomi. Nella non disgiunzione, i cromosomi omologhi, o cromatidi fratelli, non riescono a separarsi correttamente durante la produzione dei gameti. La sindrome XXXYY, per sua natura, richiede più passaggi di non-disgiunzione. Le possibili cause includono la fecondazione di un ovulo normale da parte di uno spermatozoo XXYY, la fecondazione di un ovulo XX da parte di uno spermatozoo XYY o la fecondazione di un ovulo XXX da parte di uno spermatozoo YY. La non disgiunzione è generalmente un evento casuale non legato ad alcuna caratteristica dei genitori, e non si ripete quasi mai nei futuri figli.

## Segni e sintomi
A causa della sua eccezionale rarità, poco si conosce riguardo alla sindrome XXXYY. Non esistono descrizioni imparziali del disturbo; tutti i maschi viventi XXXYY descritti nella letteratura medica sono stati diagnosticati dopo la nascita come conseguenza della manifestazione di alcuni sintomi e non è noto se vi siano casi più lievi che non sono giunti all'attenzione diagnostica. Tutti i casi conosciuti della sindrome sono stati associati a un ritardo dello sviluppo o a disabilità intellettiva, quest'ultima generalmente segnalata per essere da moderata a grave. Una disabilità intellettiva moderata è definita come una capacità cognitiva nell'adulto simile a quella di un bambino di età compresa tra i sei e gli otto anni e dalla capacità di acquisire competenze di base per la vita e il lavoro tramite un aiuto, mentre la forma grave è associata a una capacità dell'adulto similare a quella di un bambino dai tre ai cinque anni, con dipendenza a lungo termine dagli operatori sanitari.
Le aneuploidie dei cromosomi sessuali sono generalmente associate ad una statura sopra la media, in particolare nei casi delle polisomie del cromosoma Y, ma i dati disponibili riguardo ai disturbi della tetrasomia e della pentasomia sono meno chiari e alcuni sembrano poter associati invece ad una bassa statura; Nella letteratura medica gli uomini adulti XXXYY hanno un'altezza compresa tra 170 centimetri e i 192 centimetri. Il disturbo sembra associato a caratteristiche dismorfiche (caratteristiche facciali insolite), con esempi riportati di ipertelorismo (occhi distanziati), fronte prominente e ponte nasale ampio, pieghe epicantiche e micrognazia (mento piccolo). Altre caratteristiche insolite descritte includono clinodattilia (mignolo incurvato) e sinostosi radioulnare (fusione delle ossa lunghe nell'avambraccio). Queste manifestazioni sono comuni alle aneuploidie dei cromosomi sessuali. Si ritiene che la sindrome XXXYY sia associata a problemi congeniti simili ad altri disturbi della tetrasomia e della pentasomia dei cromosomi sessuali, come malformazioni cardiache e renali, problemi dentali e dismorfismi facciali minori.
Poiché sono stati segnalati pochissimi casi di sindrome XXXYY negli uomini adulti, è difficile trarre conclusioni sullo sviluppo fisico e sul sistema endocrino. Nella letteratura medica è noto solo un maschio XXXYY che sia stato sottoposto a test ormonali; le sue analisi hanno mostrato un basso livello di testosterone mentre erano elevati i livelli di ormone luteinizzante e dell'ormone follicolo-stimolante. Secondo le revisioni della letteratura, le anomalie genitali sono un segno distintivo della sindrome. I risultati riportati includono micropene e criptorchidismo (testicoli ritenuti). Gli adulti generalmente hanno peli sul viso radi o assenti. Alcuni uomini sono stati descritti come aventi voci acute.
Si sa poco sul fenotipo psicologico e comportamentale degli uomini con la sindrome XXXYY. Una revisione gli ha descritti come "generalmente passivi", una descrizione comune delle persone con polisomia del cromosoma X. La letteratura è divisa sulla possibilità che l'autismo, o le caratteristiche autistiche, siano frequenti nella condizione, sebbene che queste siano state segnalate in altri disturbi dei cromosomi X e Y. Le "esplosioni" comportamentali sono menzionate in due studi. Le polisomie dei cromosomi X e Y sono entrambe associate a conseguenze comportamentali e psicologiche. Poiché la sindrome XXXYY coinvolge sia la polisomia X che quella Y, non è chiaro quali effetti siano causati da ciascuna di esse.

## Diagnosi
Le aneuploidie cromosomiche come la sindrome XXXYY vengono diagnosticate attraverso il processo di cariotipizzazione o con il test cromosomico.  Un caso registrato del disturbo è stato diagnosticato in fase prenatale tramite amniocentesi, ma il feto non è sopravvissuto alla nascita; tutti gli altri casi segnalati di sindrome XXXYY sono stati diagnosticati dopo il parto. A causa dei loro fenotipi aspecifici, le aneuploidie dei cromosomi sessuali possono essere diagnosticate solo tramite test genetici conclusivi e non sulla base di un solo esame clinico. Si ritiene che tali condizioni siano sottodiagnosticate e nei casi in cui la diagnosi viene fatta questa è spesso tardiva.

## Prognosi
La prognosi a lungo termine della sindrome 49,XXXYY è poco compresa. Sono stati segnalati pochi adulti affetti dal disturbo e non ci sono segnalazioni di persone con diagnosi prenatale che siano sopravvissute alla nascita. Questa mancanza di informazioni riguardante la prognosi è comune nelle tetrasomie e nella pentasomie dei cromosomi sessuali; sebbene esistano studi longitudinali per le trisomie dei cromosomi sessuali, le aneuploidie di livello superiore sono molto più rare e le informazioni sono di conseguenza più scarse. Una prognosi positiva sembra poter essere legata alla possibilità di avere un forte sostegno genitoriale. È stato segnalato di come gli individui con tali disturbi che hanno potuto beneficiare di aiuti mirati alla loro realizzazione abbiano raggiunto livelli personali e sociali più elevati rispetto al ritratto generale delineato nella letteratura medica.

### Esplicative
1. ↑  I pregiudizi sono imposti dalle limitazioni della popolazione oggetto dello studio, vedere la sezione storia per i dettagli.
2. ↑  L'aneuploidia è la presenza di troppi o troppo pochi cromosomi in una cellula. In  Mandrioli D, Belpoggi F, Silbergeld EK, Perry MJ, Aneuploidy: a common and early evidence-based biomarker for carcinogens and reproductive toxicants, in Environmental Health, vol. 15, n. 97, 12 ottobre 2016,  p. 97, DOI:10.1186/s12940-016-0180-6, PMC 5059969, PMID 27729050.
3. ↑  Nello specifico del contesto dei disturbi dei cromosomi sessuali, la tetrasomia si riferisce ai cariotipi con quattro cromosomi sessuali e la pentasomia a quelli con cinque. In  Mary G Linden, Bruce G Bender e Arthur Robinson, Sex chromosome tetrasomy and pentasomy, in Pediatrics, vol. 96, n. 4, ottobre 1995,  pp. 672-682, DOI:10.1542/peds.96.4.672, PMID 7567329.

### Bibliografiche
1. ↑   Patrick Bray e Ann Josephine, An XXXYY Sex-Chromosome Anomaly, in JAMA, vol. 184, n. 3, 1963,  pp. 179-182, DOI:10.1001/jama.1963.03700160055007, PMID 14015109.
2. ↑   Ford CE, Jones KW, Polani PE, ((de Almeida JCC)), Briggs JH, A sex-chromosome anomaly in a case of gonadal dysgenesis (Turner's syndrome), in Lancet, vol. 273, n. 7075, 1959,  pp. 711-713, DOI:10.1016/S0140-6736(59)91893-8, PMID 13642858.
3. ↑   Jacobs PA, Strong JA, A case of human intersexuality having a possible XXY sex-determining mechanism, in Nature, vol. 183, n. 4657, 31 gennaio 1959,  pp. 302-303, Bibcode:1959Natur.183..302J, DOI:10.1038/183302a0, PMID 13632697.
4. ↑   Jacobs PA, Baikie AG, Court Brown WM, MacGregor TN, Harnden DG, Evidence for the existence of the human 'super female', in Lancet, vol. 274, n. 7100, 26 settembre 1959,  pp. 423-425, DOI:10.1016/S0140-6736(59)90415-5, PMID 14406377.
5. ↑   Muldal S, Ockey CH, The 'double male': a new chromosome constitution in Klinefelter's syndrome, in Lancet, vol. 276, n. 7147, 27 agosto 1960,  pp. 492-493, DOI:10.1016/S0140-6736(60)91624-X.
6. ↑   Sandberg AA, Koepf GF, Ishihara T, Hauschka TS, An XYY human male, in Lancet, vol. 278, n. 7200, 26 agosto 1961,  pp. 488-489, DOI:10.1016/S0140-6736(61)92459-X, PMID 13746118.
7. ↑   Carr DH, Barr ML, Plunkett ER, An XXXX sex chromosome complex in two mentally defective females, in Canadian Medical Association Journal, vol. 84, n. 3, 21 gennaio 1961,  pp. 131-137, PMC 1939166, PMID 13690988.
8. ↑   FA Lecluse-van der Bilt, A Hagemeijer, EME Smit, HKA Visser e GJ Vaandrager, An infant with an XXXYY karyotype, in Clinical Genetics, vol. 5, n. 3, 1974,  pp. 263-270, DOI:10.1111/j.1399-0004.1974.tb01693.x, PMID 4838894.
9. 1 2 3 4 5 6 7 8 9 10 11 12   Mary G Linden, Bruce G Bender e Arthur Robinson, Sex chromosome tetrasomy and pentasomy, in Pediatrics, vol. 96, n. 4, ottobre 1995,  pp. 672-682, DOI:10.1542/peds.96.4.672, PMID 7567329.
10. 1 2 3 4 5 6 7 8 9 10 11 12   Ali Alekri, Maryam Busehail, Noorhan Rhayel e Sayed Mohamed Almosawi, XXXYY variant of Klinefelter syndrome: A case report, in International Journal of Health Sciences, vol. 17, n. 3, 2023,  pp. 39-45, PMC 10155245, PMID 37151746.
11. ↑   Laura Re e Jutta M Birkhoff, The 47,XYY syndrome, 50 years of certainties and doubts: A systematic review, in Aggression and Violent Behavior, vol. 22, n. 1, 2015,  pp. 9-17, DOI:10.1016/j.avb.2015.02.003.
12. 1 2 3 4 5 6 7 8 9 10 11 12 13   Willem MA Verhoeven, Jos IM Egger, Sandra Mergler, Tom AA Meijer, Rolph Pfundt e Marjorlein H Willemsen, A Patient with Moderate Intellectual Disability and 49, XXXYY Karyotype, in International Journal of Genetic Medicine, vol. 15, n. 1, 2022,  pp. 2799-2806, DOI:10.2147/IJGM.S348844, PMC 8921824, PMID 35300132.
13. ↑   49,XXXYY syndrome, in Genetic and Rare Diseases Information Center, febbraio 2023. URL consultato il 14 ottobre 2023 (archiviato dall'url originale il 24 maggio 2023).
14. ↑   Rodolfo Rey, Nathalie Josso e Chrystèle Racine, Sexual Differentiation, in Feingold, Anawalt e Blackman (a cura di), Endotext, South Dartmouth, Massachusetts, MDText, 27 maggio 2020, PMID 25905232. URL consultato il 14 ottobre 2023.
15. ↑   Cristina Templado, L Uroz e A Estop, New insights on the origin and relevance of aneuploidy in human spermatozoa, in Molecular Human Reproduction, vol. 19, n. 10, ottobre 2013,  pp. 634-643, DOI:10.1093/molehr/gat039, PMID 23720770.
16. ↑   Myy Mikwar, Amanda J MacFarlane e Francesco Marchetti, Mechanisms of oocyte aneuploidy associated with advanced maternal age, in Mutation Research/Reviews in Mutation Research, vol. 785, n. 1, 4 luglio 2020,  p. 108320, DOI:10.1016/j.mrrev.2020.108320, PMID 32800274.
17. ↑   Wigby K, Messer K, D'Epaigner C, Howell S, Tartaglia N, Wilson R, Trisomy X Syndrome (47,XXX), in Reference Module in Biomedical Sciences, 2018, DOI:10.1016/B978-0-12-801238-3.65368-0, ISBN 9780128012383.
18. ↑   Patel DR, Cabral MD, Ho A, Merrick J, A clinical primer on intellectual disability, in Translational Pediatrics, vol. 9, n. 1, febbraio 2020,  pp. S23–S35, DOI:10.21037/tp.2020.02.02, PMC 7082244, PMID 32206581.
19. ↑   Lise Aksglaede, Niels Erik Skakkebæk e Anders Juul, Sex Chromosome Aneuploidy and Anthropometry, in Preedy (a cura di), Handbook of Anthropometry, 1ª ed., Springer, 2 febbraio 2012,  pp. 1619-1634, ISBN 978-1-4419-1788-1.
20. ↑   Anne Marie Ottesen, Lise Aksglaede, Inger Garn, Nicole Tartaglia, Flora Tassone, Claus H Gravholt, Anders Bojesen, Kaspar Sørensen, Niels Jørgensen, Ewa Rajpert-De Meyts, Tommy Gerdes, Anne-Marie Lind, Susanne Kjaergaard e Anders Juul, Increased number of sex chromosomes affects height in a nonlinear fashion: A study of 305 patients with sex chromosome aneuploidy, in American Journal of Medical Genetics Part A, 152A, n. 5, maggio 2010,  pp. 1206-1212, DOI:10.1002/ajmg.a.33334, PMC 5454803, PMID 20425825.
21. ↑   Jeannie Visootsak e John M Graham, Klinefelter syndrome and other sex chromosomal aneuploidies, in Orphanet Journal of Rare Diseases, vol. 1, n. 42, 24 ottobre 2006,  p. 42, DOI:10.1186/1750-1172-1-42, PMC 1634840, PMID 17062147.
22. ↑   Clare O'Connor, Chromosomal Abnormalities: Aneuploidies, in Nature Education, 2008. URL consultato il 27 settembre 2023 (archiviato dall'url originale il 3 novembre 2020).
23. ↑   Peter A Benn, Mitchell Sugarman, M Alba Greco, Gloria Harris, George B DeGuire e Lillian YF Hsu, Prenatal diagnosis of 49, XXXYY, in Prenatal Diagnosis, vol. 2, n. 4, ottobre 1982,  pp. 309-312, DOI:10.1002/pd.1970020411, PMID 7156028.